# Open d'Italie (golf)
Le BMW Italian Open est le nom actuel de l'Open d'Italie de golf. Il a au cours des années porté plusieurs noms, en raison du sponsor principal. Existant depuis 1925, il figure au calendrier du Circuit Européen depuis la création de ce dernier en 1972.

## Rolex Series
Avant le début de la saison 2017, le Tour Européen annonce que le tournoi est incorporé aux Rolex Series nouvellement crée. Ce nouveau label regroupe plusieurs tournois doté au minimum de 7 millions d'Euros chacun.
En 2020, le tournoi ne fait pas partie des Rolex Series mais plutôt du circuit européen, en raison de la baisse des dotations, à la suite de la pandémie de Covid-19. Cette édition est, de manière exceptionnelle, disputée fin octobre.

## Palmarès
| année                          | Vainqueur                                              | Score                                                  |
| Italian Open                   | Italian Open                                           | Italian Open                                           |
| ------------------------------ | ------------------------------------------------------ | ------------------------------------------------------ |
| 1925                           | Francesco Pasquali                                     | 154                                                    |
| 1926                           | Auguste Boyer                                          | 147                                                    |
| 1927                           | Percy Alliss                                           | 145                                                    |
| 1928                           | Auguste Boyer                                          | 145                                                    |
| 1929                           | René Golias                                            | 143                                                    |
| 1930                           | Auguste Boyer                                          | 140                                                    |
| 1931                           | Auguste Boyer                                          | 141                                                    |
| 1932                           | Aubrey Boomer                                          | 143                                                    |
| 1933                           | Pas de tournoi                                         | Pas de tournoi                                         |
| 1934                           | N. Nutley                                              | 132                                                    |
| 1935                           | Percy Alliss                                           | 262                                                    |
| 1936                           | Henry Cotton                                           | 268                                                    |
| 1937                           | Marcel Dallemagne                                      | 276                                                    |
| 1938                           | Flory Van Donck                                        | 276                                                    |
| 1939-46                        | Pas de tournoi en raison de la Seconde Guerre mondiale | Pas de tournoi en raison de la Seconde Guerre mondiale |
| 1947                           | Flory Van Donck                                        | 263                                                    |
| 1948                           | Aldo Casera                                            | 267                                                    |
| 1949                           | Hassan Hassanein                                       | 263                                                    |
| 1950                           | Ugo Grappasonni                                        | 281                                                    |
| 1951                           | James Adams                                            | 289                                                    |
| 1952                           | Eric Brown                                             | 273                                                    |
| 1953                           | Flory Van Donck                                        | 267                                                    |
| 1954                           | Ugo Grappasonni                                        | 272                                                    |
| 1955                           | Flory Van Donck                                        | 287                                                    |
| 1956                           | Antonio Cerdá                                          | 284                                                    |
| 1957                           | Harold Henning                                         | 273                                                    |
| 1958                           | Peter Alliss                                           | 282                                                    |
| 1959                           | Peter Thomson                                          | 269                                                    |
| 1960                           | B. Wilkes                                              | 285                                                    |
| 1961-70                        | Pas de tournoi                                         | Pas de tournoi                                         |
| 1971                           | Ramón Sota                                             | 282                                                    |
| 1972                           | Norman Wood                                            | 271                                                    |
| 1973                           | Tony Jacklin                                           | 284 (-4)                                               |
| 1974**                         | Peter Oosterhuis                                       | 249                                                    |
| 1975                           | Billy Casper                                           | 286 (-2)                                               |
| 1976                           | Baldovino Dassù                                        | 280 (-8)                                               |
| 1977                           | Angel Gallardo                                         | 286 (-2)PO                                             |
| 1978                           | Dale Hayes                                             | 293 (+5)                                               |
| 1979                           | Brian Barnes                                           | 281 (-7)PO                                             |
| 1980                           | Massimo Mannelli                                       | 276 (-8)                                               |
| 1981                           | José Maria Cañizares                                   | 280 (-8)PO                                             |
| 1982                           | Mark James                                             | 280 (-8)                                               |
| 1983                           | Bernhard Langer                                        | 271 (-17)PO                                            |
| 1984                           | Sandy Lyle                                             | 277 (-11)                                              |
| 1985                           | Manuel Piñero                                          | 267 (-21)                                              |
| 1986                           | David Feherty                                          | 270 (-10)PO                                            |
| Lancia Italian Open            |                                                        |                                                        |
| 1987                           | Sam Torrance                                           | 271 (-17)PO                                            |
| 1988                           | Greg Norman                                            | 270 (-18)                                              |
| 1989                           | Ronan Rafferty                                         | 273 (-15)                                              |
| Lancia Martini Italian Open    |                                                        |                                                        |
| 1990                           | Richard Boxall                                         | 267 (-21)                                              |
| 1991                           | Craig Parry                                            | 279(-9)                                                |
| 1992                           | Sandy Lyle                                             | 270 (-18)                                              |
| 1993                           | Greg Turner                                            | 267 (-21)                                              |
| Tisettanta Italian Open        |                                                        |                                                        |
| 1994                           | Eduardo Romero                                         | 272 (-16)                                              |
| Italian Open                   |                                                        |                                                        |
| 1995                           | Sam Torrance                                           | 269 (-19)                                              |
| Conte of Florence Italian Open |                                                        |                                                        |
| 1996                           | Jim Payne                                              | 275 (-9)                                               |
| 1997                           | Bernhard Langer                                        | 273 (-15)                                              |
| Italian Open                   |                                                        |                                                        |
| 1998*                          | Patrik Sjöland                                         | 195 (-21)                                              |
| Fiat and Fila Italian Open     |                                                        |                                                        |
| 1999                           | Dean Robertson                                         | 271 (-17)                                              |
| Italian Open                   |                                                        |                                                        |
| 2000                           | Ian Poulter                                            | 267 (-21)                                              |
| Atlanet Italian Open           |                                                        |                                                        |
| 2001                           | Grégory Havret                                         | 268 (-20)                                              |
| Italian Open Telecom Italia    |                                                        |                                                        |
| 2002*                          | Ian Poulter                                            | 197 (-19)                                              |
| 2003                           | Mathias Grönberg                                       | 271 (-17)                                              |
| Telecom Italia Open            |                                                        |                                                        |
| 2004*                          | Graeme McDowell                                        | 197 (-19)PO                                            |
| 2005                           | Steve Webster                                          | 270 (-18)                                              |
| 2006                           | Francesco Molinari                                     | 265 (-23)                                              |
| 2007*                          | Gonzalo Fernández-Castaño                              | 200 (-16)PO                                            |
| Methorios Capital Italian Open |                                                        |                                                        |
| 2008                           | Hennie Otto                                            | 263 (-25)                                              |
| BMW Italian Open               |                                                        |                                                        |
| 2009                           | Daniel Vancsik                                         | 267 (-17)                                              |
| 2010                           | Fredrik Andersson Hed                                  | 272 (-16)                                              |
| 2011                           | Robert Rock                                            | 267 (-21)                                              |
| 2012                           | Gonzalo Fernández-Castaño                              | 264 (-24)                                              |
| Italian Open Lindt             |                                                        |                                                        |
| 2013                           | Julien Quesne                                          | 276 (-12)                                              |
| 2014                           | Hennie Otto                                            | 268 (-20)                                              |
| 2015                           | Rikard Karlberg                                        | 269 (-19)                                              |
| Damiani Italian Open           |                                                        |                                                        |
| 2016                           | Francesco Molinari                                     | 262 (-22)                                              |
| 2017                           | Tyrrell Hatton                                         | 263 (-21)                                              |
| 2018                           | Thorbjørn Olesen                                       | 262 (-22)                                              |
| 2019                           | Bernd Wiesberger                                       | 268 (-16)                                              |
| 2020                           | Ross McGowan                                           | 268 (-20)                                              |

* Les éditions de 2002, 2004, et 2007 se sont terminées après 3 tours, en raison de la pluie

** L'édition de 1974 n'a connu que 9 trous lors du premier tour